# Campeón
Un campeón (del latín tardío, campio: vencedor de un combate) es alguien que triunfa en forma habitual contra otros oponentes en alguna clase de competición o torneo. Sin embargo, de acuerdo a la competencia, el campeón puede ser un individuo o un equipo. El término también es aplicable a los animales, en los torneos disputados por los mismos, tales como las carreras de caballos.
En los deportes, es el que sale primero en un torneo o competición de eventos pre-programados. Por esto se las suele conocer como campeonato. Sin embargo, en un sentido amplio el término no es exclusivo de los deportes y puede aplicarse a cualquier actividad que involucre a dos o más competidores y que determine ganadores y perdedores. En algunas competencias, el campeón suele definirse en las instancias finales de un torneo donde debe batir a un oponente que llegue en las mismas condiciones, habiendo eliminado previamente a los demás competidores. Quién resulte ganador de esta contienda, recibe el título de campeón, mientras que el perdedor se lo considera como subcampeón. También, en otros tipos de torneos, el campeón resulta ser aquel que obtenga la mayor cantidad de puntaje acumulado, mientras que se lleva el título de subcampeón aquel que logre la cantidad de puntos inmediatamente inferior a la del campeón, es decir, que finalice el torneo en segundo lugar.
Es posible que una organización de competencias no determine a un único campeón, sino a una jerarquía de campeones surgidos de diversos campeonatos interrelacionados. Por ejemplo, puede haber varios campeonatos que determinen a sus propios campeones y luego un campeonato especial jugado entre dichos campeones, como la concepción inicial de la Copa Libertadores de América.